# Canadas Grand Prix 2023
Canadas Grand Prix 2023 (officielt navn: Formula 1 Pirelli Grand Prix du Canada 2023) var et Formel 1-løb, som blev kørt den 18. juni 2023 på Circuit Gilles Villeneuve i Montreal, Canada. Det var det ottende løb i Formel 1-sæsonen 2023.

## Kvalifikation
| Pos.                | Nr. | Kører             | Konstruktør                  | Del 1    | Del 2    | Del 3     | Grid |
| ------------------- | --- | ----------------- | ---------------------------- | -------- | -------- | --------- | ---- |
| 1                   | 1   | Max Verstappen    | Red Bull Racing-Honda RBPT   | 1.20,851 | 1.19,092 | 1.25,858  | 1    |
| 2                   | 27  | Nico Hülkenberg   | Haas-Ferrari                 | 1.22,730 | 1.20,305 | 1.27,102  | 51   |
| 3                   | 14  | Fernando Alonso   | Aston Martin Aramco-Mercedes | 1.21,481 | 1.19,776 | 1.27,286  | 2    |
| 4                   | 44  | Lewis Hamilton    | Mercedes                     | 1.21,554 | 1.20,426 | 1.27,627  | 3    |
| 5                   | 63  | George Russell    | Mercedes                     | 1.21,798 | 1.20,098 | 1.27,893  | 4    |
| 6                   | 31  | Esteban Ocon      | Alpine-Renault               | 1.22,114 | 1.20,406 | 1.27,945  | 6    |
| 7                   | 4   | Lando Norris      | McLaren-Mercedes             | 1.21,998 | 1.19,347 | 1.28,046  | 7    |
| 8                   | 55  | Carlos Sainz, Jr. | Ferrari                      | 1.22,248 | 1.19,856 | 1.29,294  | 112  |
| 9                   | 81  | Oscar Piastri     | McLaren-Mercedes             | 1.22,190 | 1.19,659 | 1.31,349  | 8    |
| 10                  | 23  | Alexander Albon   | Williams-Mercedes            | 1.21,938 | 1.18,725 | Ingen tid | 9    |
| 11                  | 16  | Charles Leclerc   | Ferrari                      | 1.21,843 | 1.20,615 | N/A       | 10   |
| 12                  | 11  | Sergio Pérez      | Red Bull Racing-Honda RBPT   | 1.22,151 | 1.20,959 | N/A       | 12   |
| 13                  | 18  | Lance Stroll      | Aston Martin Aramco-Mercedes | 1.22,677 | 1.21,484 | N/A       | 163  |
| 14                  | 20  | Kevin Magnussen   | Haas-Ferrari                 | 1.22,351 | 1.21,678 | N/A       | 13   |
| 15                  | 77  | Valtteri Bottas   | Alfa Romeo-Ferrari           | 1.22,332 | 1.21,821 | N/A       | 14   |
| 16                  | 22  | Yuki Tsunoda      | AlphaTauri-Honda RBPT        | 1.22,746 | N/A      | N/A       | 194  |
| 17                  | 10  | Pierre Gasly      | Alpine-Renault               | 1.22,886 | N/A      | N/A       | 15   |
| 18                  | 21  | Nyck de Vries     | AlphaTauri-Honda RBPT        | 1.23,137 | N/A      | N/A       | 17   |
| 19                  | 2   | Logan Sargeant    | Williams-Mercedes            | 1.23,337 | N/A      | N/A       | 18   |
| 20                  | 24  | Zhou Guanyu       | Alfa Romeo-Ferrari           | 1.23,342 | N/A      | N/A       | 20   |
| 107%-tid: 1.26,5105 |     |                   |                              |          |          |           |      |
| Kilde:              |     |                   |                              |          |          |           |      |

Noter:
↑1 - Nico Hülkenberg blev givet en 3-plads straf for ikke at følge rødt flag proceduren.
↑2 - Carlos Sainz Jr. blev givet en 3-plads straf for at køre i vejen for Pierre Gasly.
↑3 - Lance Stroll blev givet en 3-plads straf for at køre i vejen for Esteban Ocon.
↑4 - Yuki Tsunoda blev givet en 3-plads straf for at køre i vejen for Nico Hülkenberg.
↑5 - Som resultat af banen var våd, så var 107%-reglen ikke i kraft.

## Resultat
| Pos.                                                             | Nr. | Kører             | Konstruktør                  | Omgange | Tid/Udgået  | Startpos. | Point |
| ---------------------------------------------------------------- | --- | ----------------- | ---------------------------- | ------- | ----------- | --------- | ----- |
| 1                                                                | 1   | Max Verstappen    | Red Bull Racing-Honda RBPT   | 70      | 1:33.58,348 | 1         | 25    |
| 2                                                                | 14  | Fernando Alonso   | Aston Martin Aramco-Mercedes | 70      | +9,570      | 2         | 18    |
| 3                                                                | 44  | Lewis Hamilton    | Mercedes                     | 70      | +14,168     | 3         | 15    |
| 4                                                                | 16  | Charles Leclerc   | Ferrari                      | 70      | +18,648     | 10        | 12    |
| 5                                                                | 55  | Carlos Sainz, Jr. | Ferrari                      | 70      | +21,540     | 11        | 10    |
| 6                                                                | 11  | Sergio Pérez      | Red Bull Racing-Honda RBPT   | 70      | +51,028     | 12        | 91    |
| 7                                                                | 23  | Alexander Albon   | Williams-Mercedes            | 70      | +1.00,813   | 9         | 6     |
| 8                                                                | 31  | Esteban Ocon      | Alpine-Renault               | 70      | +1.01,692   | 6         | 4     |
| 9                                                                | 18  | Lance Stroll      | Aston Martin Aramco-Mercedes | 70      | +1.04,402   | 16        | 2     |
| 10                                                               | 77  | Valtteri Bottas   | Alfa Romeo-Ferrari           | 70      | +1.04,432   | 14        | 1     |
| 11                                                               | 81  | Oscar Piastri     | McLaren-Mercedes             | 70      | +1.05,101   | 8         |       |
| 12                                                               | 10  | Pierre Gasly      | Alpine-Renault               | 70      | +1.05,249   | 15        |       |
| 13                                                               | 4   | Lando Norris      | McLaren-Mercedes             | 70      | +1.08,3632  | 7         |       |
| 14                                                               | 22  | Yuki Tsunoda      | AlphaTauri-RBPT              | 70      | +1.13,423   | 19        |       |
| 15                                                               | 27  | Nico Hülkenberg   | Haas-Ferrari                 | 69      | +1 omgang   | 5         |       |
| 16                                                               | 24  | Zhou Guanyu       | Alfa Romeo-Ferrari           | 69      | +1 omgang   | 20        |       |
| 17                                                               | 20  | Kevin Magnussen   | Haas-Ferrari                 | 69      | +1 omgang   | 13        |       |
| 18                                                               | 21  | Nyck de Vries     | AlphaTauri-Honda RBPT        | 69      | +1 omgang   | 17        |       |
| Ret                                                              | 63  | George Russell    | Mercedes                     | 53      | Bremser     | 4         |       |
| Ret                                                              | 2   | Logan Sargeant    | Williams-Mercedes            | 6       | Olie lækage | 18        |       |
| Hurtigste omgang: Sergio Pérez (Red Bull) - 1.14,481 (omgang 70) |     |                   |                              |         |             |           |       |
| Kilde:                                                           |     |                   |                              |         |             |           |       |

Noter:
↑1 - Inkluderer point for hurtigste omgang.
↑2 - Lando Norris blev givet en 5-sekunders straf for usportslig opførsel. Hans slutposition gik som resultat fra 9. til 13. pladsen.

## Stilling i mesterskaberne efter løbet
| Pos. | Kører            | Point |
| ---- | ---------------- | ----- |
| 1    | Max Verstappen   | 195   |
| 2    | Sergio Pérez     | 126   |
| 3    | Fernando Alonso  | 117   |
| 4    | Lewis Hamilton   | 102   |
| 5    | Carlos Sainz Jr. | 68    |

| Pos. | Konstruktør           | Point |
| ---- | --------------------- | ----- |
| 1    | Red Bull-Honda RBPT   | 321   |
| 2    | Mercedes              | 167   |
| 3    | Aston Martin-Mercedes | 154   |
| 4    | Ferrari               | 122   |
| 5    | Alpine-Renault        | 44    |